# 迪尔福和圣马丹德索斯纳克
迪尔福和圣马丹德索斯纳克（法語：Durfort-et-Saint-Martin-de-Sossenac，法語發音：[dyʁfɔʁ e sɛ̃ maʁtɛ̃ də sɔsnak]）是法国加尔省的一个市镇，位于该省中西部，属于勒维冈区。该市镇于1862年由原市镇迪尔福（Durfort）和圣马丹德索斯纳克（Saint-Martin-de-Sossenac）合并而成。

## 地理
迪尔福和圣马丹德索斯纳克（43°59'26"N, 3°57'19"E）面积16.28 平方千米，位于法国奧克西塔尼大區加尔省，该省份为法国南部沿海省份，南端濒地中海，北起顺时针与阿尔代什省、沃克吕兹省、罗讷河口省、埃罗省、阿韦龙省和洛泽尔省接壤。

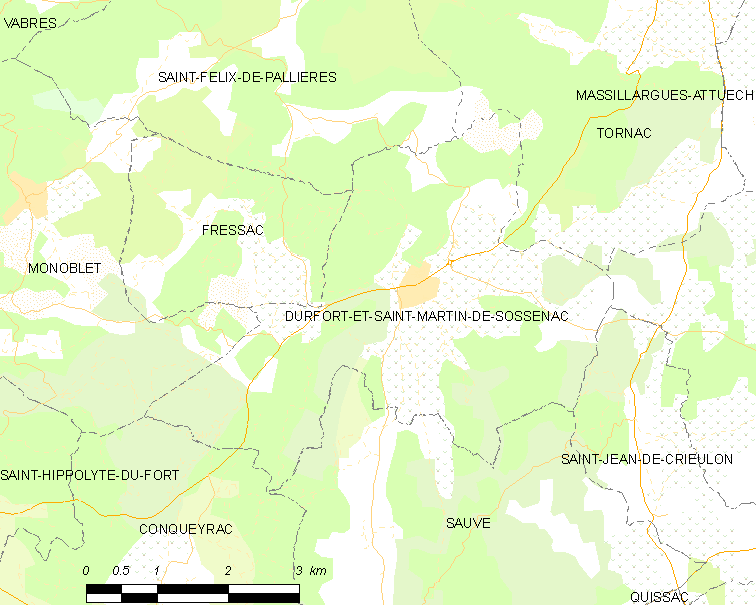
迪尔福和圣马丹德索斯纳克的OSM定位图

与迪尔福和圣马丹德索斯纳克接壤的市镇（或旧市镇、城区）包括：孔凯拉克、弗雷萨克、莫诺布莱、圣费利克斯-德帕利耶尔、圣让德克里约隆、圣纳泽尔代加尔迪耶、索沃、托尔纳克。
迪尔福和圣马丹德索斯纳克的时区为UTC+01:00、UTC+02:00（夏令时）。

## 行政
迪尔福和圣马丹德索斯纳克的邮政编码为30170，INSEE市镇编码为30106。

## 政治
迪尔福和圣马丹德索斯纳克所属的省级选区为基萨克县。

## 人口
迪尔福和圣马丹德索斯纳克于2022年1月1日时的人口数量为757人。

1962-2008年间迪尔福和圣马丹德索斯纳克人口变化图示